# Inah
Inah (grško Inachos) je v grški mitologiji rečni bog in ustanovitelj argonskega kraljestva.